# Gourdou-Leseurre

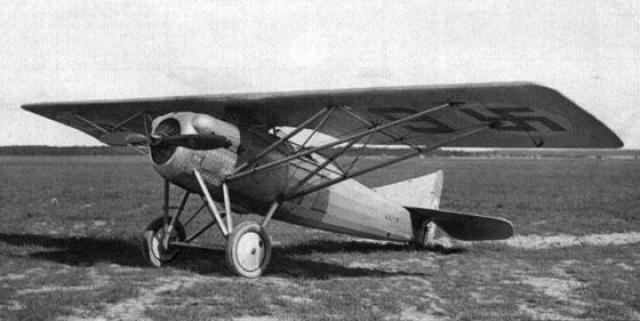

La Gourdou-Leseurre è stata una azienda aeronautica francese attiva tra il 1917 ed il 1934.
I progettisti principali furono Charles Edouard Pierre Gourdou e Jean Adolf Leseurre.
Tra il 1925 ed il 1928 divenne filiale dei cantieri navali Ateliers et Chantiers de la Loire. Tutti i velivoli prodotti in quel triennio assunsero il prefisso LGL (Loire-Gourdou-Leseurre).

## Modelli
(lista parziale)
- Gourdou-Leseurre Tipo A (ridenominato a posteriori GL-1), prototipo di caccia monomotore
- Gourdou-Leseurre Tipo B (ridenominato GL-2), caccia monomotore
- Gourdou-Leseurre GL-482, caccia monomotore
- Gourdou-Leseurre GL-832 HY, idroricognitore monomotore
- Gourdou-Leseurre LGL-32, caccia monomotore